# 近江高島駅
近江高島駅（おうみたかしまえき）は、滋賀県高島市勝野にある、西日本旅客鉄道（JR西日本）湖西線の駅である。駅番号はJR-B17。

## 歴史
- 1974年（昭和49年）7月20日：日本国有鉄道湖西線の開通と同時に開業[2]。
- 1987年（昭和62年）4月1日：国鉄分割民営化により、西日本旅客鉄道の駅となる[2][3]。
- 1992年（平成4年）：東口にガリバー像が設置される。
- 2006年（平成18年）10月21日：ICカード「ICOCA」の利用が可能となる。ICカード専用簡易改札機で対応。
- 2009年（平成21年）7月1日：アーバンネットワーク各駅共通で当駅も終日全面禁煙化。
- 2011年（平成23年）3月12日：ダイヤ改正に伴い、快速列車が停車するようになる。
- 2018年（平成30年）3月17日：駅ナンバリングが導入され、使用を開始。
- 2025年（令和7年）
  - 7月31日：出札窓口の営業を終了[4]。
  - 8月1日：終日無人化[4]。

## 駅構造

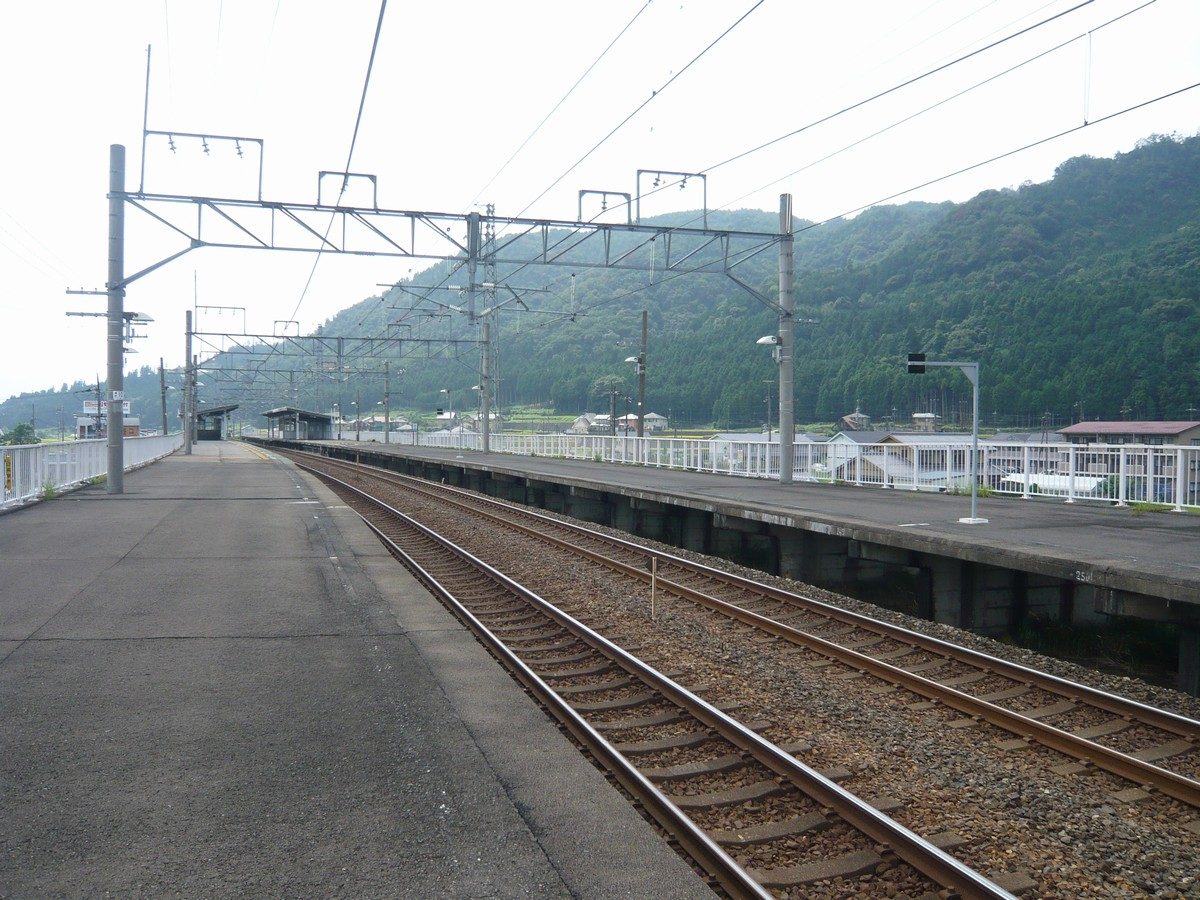
ホーム（2007年8月）

相対式ホーム2面2線を持つ高架駅になっている。分岐器や絶対信号機を持たないため、停留所に分類される。
堅田駅が管理する無人駅。ICOCA利用可能駅（相互利用可能ICカードはICOCAの項を参照）であるが、自動改札機は設置されておらず、ICカード利用時は改札口備え付けの専用カードリーダーを使用する。

### のりば
| のりば | 路線   | 方向 | 行先               |
| ------ | ------ | ---- | ------------------ |
| 1      | 湖西線 | 下り | 近江今津・敦賀方面 |
| 2      | 湖西線 | 上り | 堅田・京都方面     |

## 利用状況
「滋賀県統計書」によると、1日平均の乗車人員は以下の通りである。JR西日本の移動等円滑化取組報告書によれば、2023年度の1日当たりの利用者数は1,386人。
| 年度   | 1日平均 乗車人員 | 出典        |
| ------ | ---------------- | ----------- |
| 1992年 | 938              | [ 統計 2 ]  |
| 1993年 | 975              | [ 統計 3 ]  |
| 1994年 | 964              | [ 統計 4 ]  |
| 1995年 | 968              | [ 統計 5 ]  |
| 1996年 | 1,007            | [ 統計 6 ]  |
| 1997年 | 1,025            | [ 統計 7 ]  |
| 1998年 | 1,021            | [ 統計 8 ]  |
| 1999年 | 1,006            | [ 統計 9 ]  |
| 2000年 | 1,017            | [ 統計 10 ] |
| 2001年 | 986              | [ 統計 11 ] |
| 2002年 | 963              | [ 統計 12 ] |
| 2003年 | 943              | [ 統計 13 ] |
| 2004年 | 953              | [ 統計 14 ] |
| 2005年 | 919              | [ 統計 15 ] |
| 2006年 | 910              | [ 統計 16 ] |
| 2007年 | 883              | [ 統計 17 ] |
| 2008年 | 875              | [ 統計 18 ] |
| 2009年 | 865              | [ 統計 19 ] |
| 2010年 | 831              | [ 統計 20 ] |
| 2011年 | 842              | [ 統計 21 ] |
| 2012年 | 826              | [ 統計 22 ] |
| 2013年 | 832              | [ 統計 23 ] |
| 2014年 | 781              | [ 統計 24 ] |
| 2015年 | 794              | [ 統計 25 ] |
| 2016年 | 809              | [ 統計 26 ] |
| 2017年 | 829              | [ 統計 27 ] |
| 2018年 | 836              | [ 統計 28 ] |
| 2019年 | 822              | [ 統計 29 ] |
| 2020年 | 588              | [ 統計 30 ] |
| 2021年 | 591              | [ 統計 31 ] |
| 2022年 | 675              | [ 統計 32 ] |

## 駅周辺
駅東側を滋賀県道の各路線と国道161号（高島バイパス）が通る。市民病院・漁港・交番もこちら側にあり、かつては大溝城もあった。駅西側は山に面するが、その手前には「城山台」という小さな住宅地がある。なお、当駅は白鬚神社（総本社）・水尾神社・稲荷山古墳の最寄り駅でもあるが、何れも駅からやや離れた所にある。
湖西線開通前の1969年（昭和44年）まで付近を走っていた江若鉄道には、当駅のある場所に高島町駅が存在した。
- 高島市役所高島支所
- 高島市民病院
- 高島市立高島中学校
- 高島市立高島小学校
- 大溝陣屋
- 高島警察署勝野交番
- 大溝城跡[7]
- 乙女ヶ池 - バス釣りのポイントとして有名[8]。
- 大溝漁港
- 国道161号（高島バイパス）
- 滋賀県道300号高島停車場線
- 滋賀県道558号高島大津線

## バス路線
駅東側のロータリー内に「近江高島駅」停留所があり、高島市コミュニティバスの路線が発着する。なお、カッコ内の事業者名は路線の運行委託先である。
| 近江高島駅                              | 近江高島駅                          | 近江高島駅                     |
| 運行事業者                              | 系統または路線名・行先              | 備考                           |
| --------------------------------------- | ----------------------------------- | ------------------------------ |
| 高島市コミュニティバス （江若交通）     | 畑線：高島市民病院 / 畑             | 342・343系統                   |
| 高島市コミュニティバス （江若交通）     | 武曽・横山線：近江高島駅            | 353系統                        |
| 高島市コミュニティバス （江若交通）     | 高島安曇川線：安曇川駅              | 355系統                        |
| 高島市コミュニティバス （大津第一交通） | 浜線：近江高島駅 鵜川線：近江高島駅 | デマンドタクシー路線（要予約） |

注記
- 343系統（1日2便のみ）はガリバー青少年旅行村を経由するが、4月1日 - 11月30日の土曜・休日及び夏休み期間（7月21日 - 8月31日）以外は運休する。

## その他
- 駅東側のロータリー内に高さ約10メートルのガリバーの特大銅像があり、この付近は「高島駅前ガリバーメルヘン広場」と呼ばれる[11]。この広場にあるガリバー像は敵国の艦隊を拿捕するシーンを再現したものである。なお、『ガリバー青少年旅行村』は当駅が最寄り駅である[12][13]。

## 隣の駅
西日本旅客鉄道（JR西日本）
 湖西線
■新快速・■快速・■普通
安曇川駅 (JR-B16) - 近江高島駅 (JR-B17) - 北小松駅 (JR-B18)

### 記事本文
1. 1 2 3  『週刊 JR全駅・全車両基地』 02号 大阪駅・神戸駅・鶴橋駅ほか77駅、朝日新聞出版〈週刊朝日百科〉、2012年8月12日、26頁。
2. 1 2 3  石野哲 編『停車場変遷大事典 国鉄・JR編』 II（初版）、JTB、1998年10月1日、118頁。ISBN 978-4-533-02980-6。
3. ↑  朝日新聞出版分冊百科編集部 編『週刊 歴史でめぐる鉄道全路線 国鉄・JR』 42号 阪和線・和歌山線・桜井線・湖西線・関西空港線、曽根悟 監修、朝日新聞出版〈週刊朝日百科〉、2010年5月16日、26頁。
4. 1 2  「近江高島駅 | 駅情報：JRおでかけネット」西日本旅客鉄道。2025年7月1日時点のオリジナルよりアーカイブ。2025年7月1日閲覧。
5. 1 2  “近江高島駅｜構内図：JRおでかけネット”.   西日本旅客鉄道. 2023年1月13日閲覧。
6. ↑  白鬚神社（平） & 1991年.
7. ↑  “大溝城跡”.   びわ湖高島観光ガイド. 2022年10月6日閲覧。
8. ↑  “乙女ヶ池”. びわ湖高島観光ガイド.   びわ湖高島観光協会. 2023年3月28日時点のオリジナルよりアーカイブ。2023年10月10日閲覧。
9. ↑  “近江高島駅バスのりば案内図”.   江若交通. 2022年9月3日閲覧。
10. ↑  “高島地域 バス・乗合タクシー時刻表（高島市コミュニティバス）” (PDF).   高島市. 2023年9月25日閲覧。
11. ↑  “高島駅前ガリバーメルヘン広場” (PDF). 手づくり郷土（ふるさと）賞 出会いを演出する街角.   国土交通省. 2023年1月20日時点のオリジナルよりアーカイブ。2022年10月9日閲覧。
12. ↑  “アクセス - Gulliver village”.   Gulliver village ガリバー青少年旅行村. 2023年8月14日時点のオリジナルよりアーカイブ。2023年10月10日閲覧。
13. ↑  “Gulliver Village -ガリバー青少年旅行村”. びわ湖高島観光ガイド.   びわ湖高島観光協会. 2022年10月10日時点のオリジナルよりアーカイブ。2023年10月10日閲覧。

### 利用状況
1. 1 2  “移動等円滑化取組報告書（鉄道駅）（令和5年度）”.   西日本旅客鉄道. 2025年3月15日閲覧。
2. ↑  平成4年滋賀県統計書
3. ↑  平成5年滋賀県統計書
4. ↑  平成6年滋賀県統計書
5. ↑  平成7年滋賀県統計書
6. ↑  平成8年滋賀県統計書
7. ↑  平成9年滋賀県統計書
8. ↑  平成10年滋賀県統計書
9. ↑  平成11年滋賀県統計書
10. ↑  平成12年滋賀県統計書
11. ↑  平成13年滋賀県統計書
12. ↑  平成14年滋賀県統計書
13. ↑  平成15年滋賀県統計書
14. ↑  平成16年滋賀県統計書
15. ↑  平成17年滋賀県統計書
16. ↑  平成18年滋賀県統計書
17. ↑  平成19年滋賀県統計書
18. ↑  平成20年滋賀県統計書
19. ↑  平成21年滋賀県統計書
20. ↑  平成22年滋賀県統計書
21. ↑  平成23年滋賀県統計書
22. ↑  平成24年滋賀県統計書
23. ↑  平成25年滋賀県統計書
24. ↑  平成26年滋賀県統計書
25. ↑  平成27年滋賀県統計書
26. ↑  平成28年滋賀県統計書
27. ↑  平成29年滋賀県統計書
28. ↑  平成30年滋賀県統計書 (PDF)
29. ↑  令和元年滋賀県統計書 (PDF)
30. ↑  令和2年滋賀県統計書 (PDF)
31. ↑  令和3年滋賀県統計書 (PDF)
32. ↑  令和4年滋賀県統計書 (PDF)